# Навагрудска тврђава
Навагрудска тврђава (блр. Навагрудскі замак; рус. Новогрудский замок) тврђава је у руинираном стању из XIII века у западном делу Белорусије. 
Тврђава је грађена од средине XIII до почетка XVI века на обронцима Замкавске горе, на подручју данашњег града Навагрудка у Гродњенској области. Грађена је као главни одбрамбени бедем средњовековног града Навагрудка који се у писаним изворима помиње још почетком XI века. Сматра се једним од највећих утврђења тог типа на подручју Белорусије. У време постојања имала је 7 кула и налазила се на узвишењу изнад града са којег се пружао чист поглед на околину. 
Према неким историјским изворима (непоузданим), у Навагрудку је крунисан први велики књаз Литваније Миндаугас, који је својом земљом владао управо из овог града.
Године 1314. управо ту је књаз Давид Гродњенски поразио војску немачким тевтонских витезова. У тврђави се 1422. венчао тада 73-огодишњи пољски краљ Владислав II Јагело са 16-годишњом Софијом Гољшанском (његова 4. и последња супруга), родоначелницом династије Јагелонаца. 
Током XVI веке тврђаву су у неколико наврата безуспешно опседали кримски Татари. Замак је делимично порушен током руско-пољских ратова од 1654. до 1667. године. Тврђава је коначно разрушена од стране Швеђана током Великог северног рата (1700—1721).
Обимнија реконструкција тврђаве започела је тек 2011. и планирано је да током 5 наредних година замак буде у целости обновљен.
Навагрудска тврђава се налази на листи културно-историјских споменика од изузетног значаја за Републику Белорусију (под шифром 411Г000404).